# Forte Sangallo (Civita Castellana)

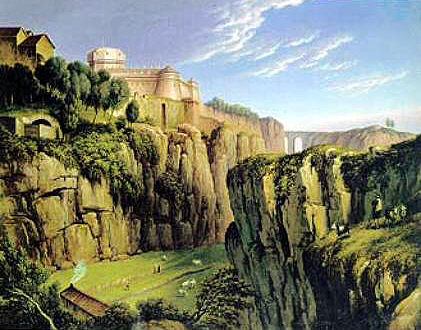
Il Forte di Civita Castellana in un dipinto dell'Ottocento

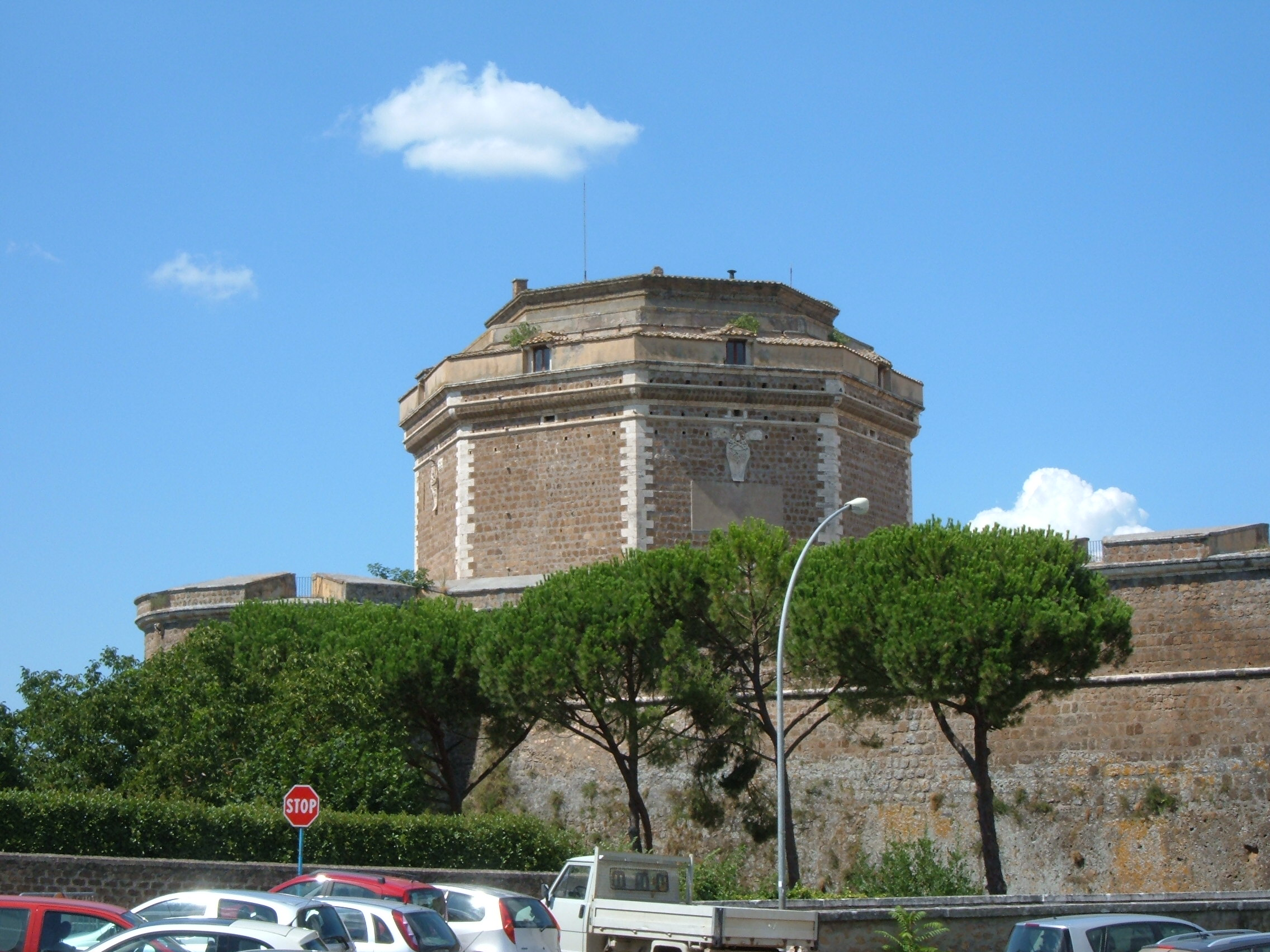
Il Forte di Civita Castellana oggi

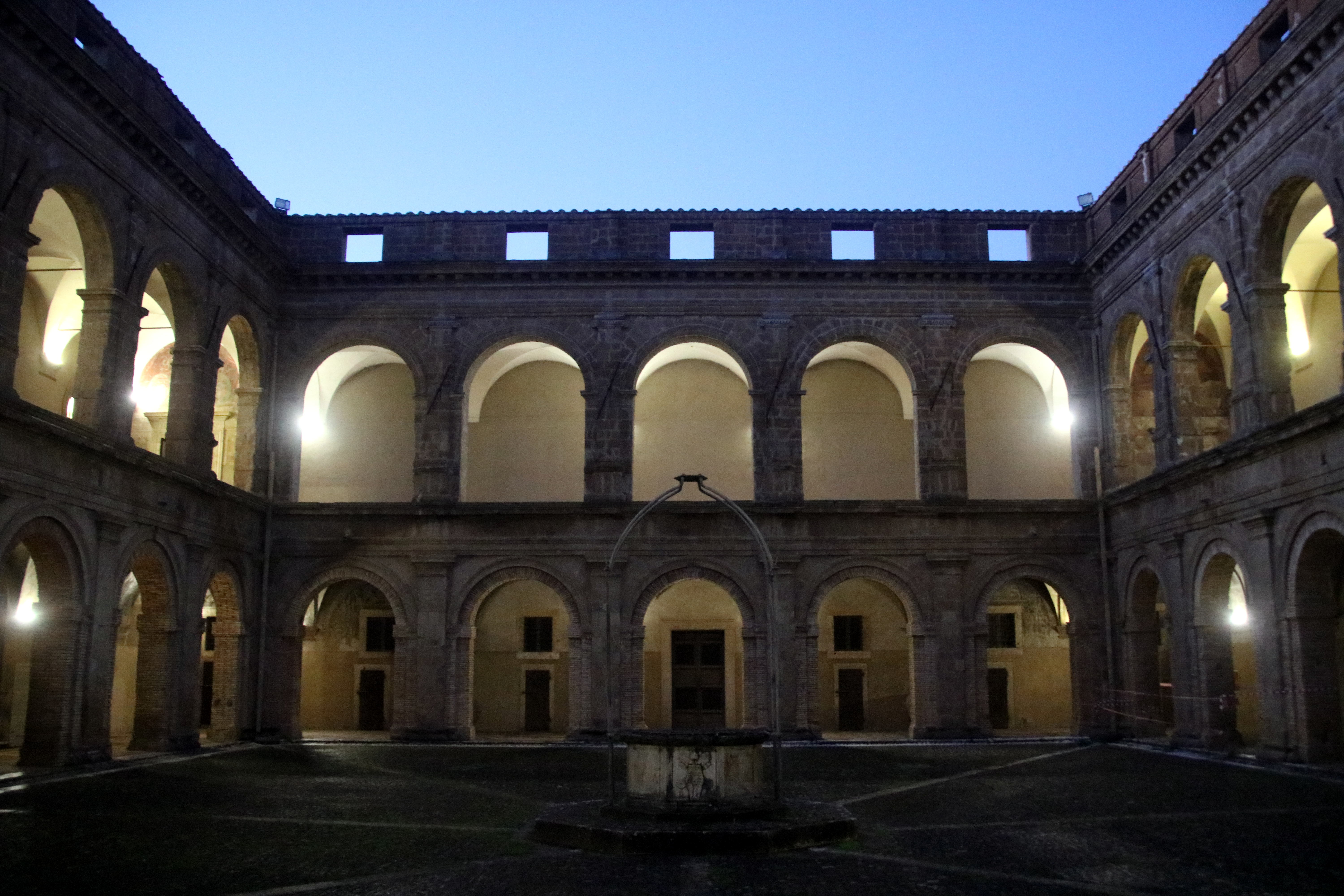
Cortile

Il Forte Sangallo è una fortezza vicina al borgo storico di Civita Castellana, in provincia di Viterbo.
Dal dicembre 2014 il Ministero per i beni e le attività culturali (oggi Ministero della Cultura) gestisce il forte e il museo archeologico dell’Agro Falisco al suo interno tramite il Polo museale del Lazio, nel dicembre 2019 divenuto Direzione Regionale Musei Nazionali Lazio

## Storia e caratteristiche
Fu fatto costruire a partire dal 1494 dal papa Alessandro VI, all'interno di un vasto programma di rafforzamento delle fortificazioni dei luoghi che si intendeva assicurare alla signoria ereditaria alla famiglia Borgia.
Il progetto è di Antonio da Sangallo il Vecchio, documentato nel cantiere, con numerosi collaboratori, tra il 1499 e la morte del papa nel 1503, che qui lascia una delle più significative della sua attività. Sangallo in quegli anni è architetto di fiducia dei Borgia e specialista nella progettazione di "fortificazioni alla moderna".
Dopo i Borgia la fortificazione passò al papato e i lavori furono completati sotto papa Giulio II, forse da Bramante e sicuramente da Antonio da Sangallo il Giovane.
La fortezza rimase a lungo dimora papale. Nel XIX secolo fu usata come carcere. Dopo un periodo di inutilizzo, oggi è sede del Museo archeologico di Civita Castellana.
Il forte aveva fin dall'inizio la doppia funzione di fortificazione e di "palazzo" con funzioni rappresentative e residenziali come sicura residenza, fuori Roma, per il papa. In esso vengono applicate le più moderne concezioni della fortificazione alla moderna con una forma pentagonale irregolare, con ai vertici bastioni poligonali rientranti e con la punta arrotondata e assenza di beccatelli in aggetto per la difesa piombante.
All'interno del perimetro un complesso edificio contenente l'appartamento del papa e un cortile d'onore con un doppio ordine di paraste doriche e ioniche che inquadrano archi e che rappresenta uno dei primissimi esempi di questa soluzione tipica del primo cinquecento e ripresa dell'architettura romana. 
Un mastio ottagonale fu realizzato anni dopo da Antonio da Sangallo il Giovane.

Il Forte Sangallo di Civita Castellana costituisce una delle più elevate realizzazioni dell'architettura militare dello Stato Pontificio nel XVI secolo. Per la sua ubicazione, il paese di Civita Castellana rappresenta un vero baluardo difensivo dei confini settentrionali dei territori della chiesa, al centro del sistema fortificato della Tuscia. Il paese venne assegnato da papa Adriano IV ai prefetti di Vico e verso la metà del XIII secolo venne occupata dalle milizie di Federico II di Svevia. Agli inizi del Trecento papa Bonifacio VIII fece ricostruire le mura del borgo e alla fine del secolo seguente da cardinale Rodrigo Borgia fece costruire la fortezza. Rodrigo, salito al soglio pontificio come Alessandro VI, commissionò l'opera a Antonio da Sangallo il Vecchio, valente esperto di architettura militare, che completò l'opera nel 1503. Papa Giulio II della Rovere continuò i lavori, migliorandoli, grazie al prezioso contributo di Antonio da Sangallo il Giovane.
Il forte sorge nell'area occidentale della città, fuori del vecchio abitato, sull'area già occupata dalle fortificazioni medievali, a presidio dell'unico lato non difendibile dell'abitato, per il resto naturalmente difeso dai profondi costoni di roccia tufacea che cingono Civita Castellana su tutti gli altri lati. Venne così riutilizzato quanto di precedente costruito ma migliorato allo scopo di integrare tale primitivo sistema al nuovo modello delle fortificazioni militari con l'uso della polvere da sparo.

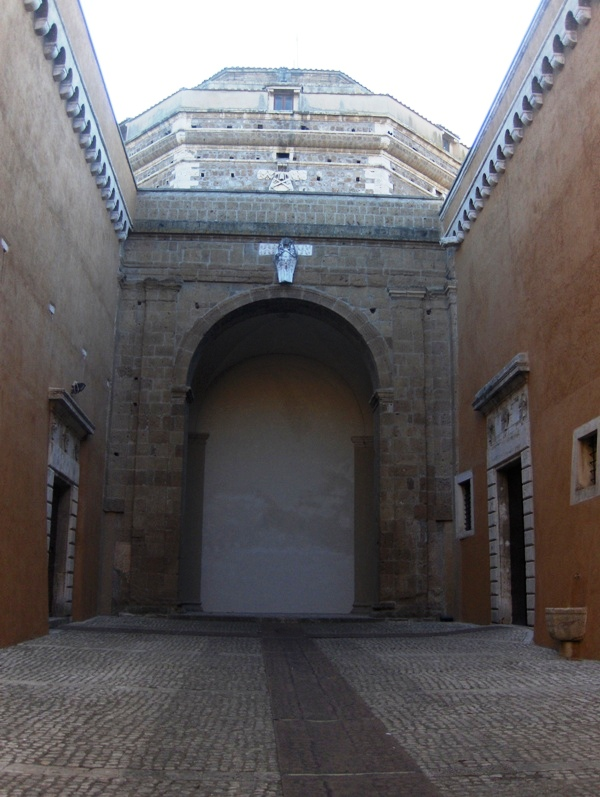
La corte d'ingresso con vista sul mastio

Fu costruita un'enorme cortina poligonale a cingere all'interno due spazi aperti, una prima corte d'ingresso in asse con il poderoso Maschio ottagonale, e un più elegante e moderno quadrato con doppio ordine arcate a tutto sesto, con portico inferiore e loggiato superiore. Allo stesso modo venne creato un profondo fossato che divideva la costruzione dalla campagna e dalla città, garantendo quindi l'ingresso solo attraverso un ponte levatoio controllato da un rivellino bastionato collegato alla cortina difensiva.
Gli spalti superiori e il Maschio vennero dotate di eccezionali postazioni di tiro a coprire tutti i lati della fortezza, rendendola così inespugnabile. Ulteriori migliorie, ma in questo caso solo decorative, vennero apportate da papa Pio IV e papa Paolo III, con la decorazione ad affresco di alcuni ambienti eseguiti dagli Zuccari e dalla loro industriosa bottega. Successivamente tali appartamenti vennero abitati durante le visite di papa Clemente VIII nel 1598, di papa Pio VI nel 1782 e da papa Pio VII nel 1800.
Dopo gli scontri avvenuti nei pressi ai primi del XIX secolo tra Napoletani e truppe francesi, il forte fu utilizzato quale prigione e da quel momento iniziò un periodo di abbandono terminato nel 1968 con il radicale restauro di tutti gli ambienti e le strutture.

## Museo archeologico
All'interno della fortezza si trova il museo archeologico che ospita numerosi interessanti reperti della civiltà falisca rinvenuti sia in città che nelle numerose necropoli che la circondano. Le sale del museo occupano due dei lati del loggiato superiore (il lato Nord coincide con l'Appartamento Papale) e presentano reperti disposti sia cronologicamente che tipologicamente. Il Museo Archeologico dell'Agro Falisco è la massima raccolta delle testimonianze relative alla civiltà falisca, maggiore anche della sezione falisca del Museo di Villa Giulia.